# Karim Rekik
Karim Rekik (La Haya, 2 de diciembre de 1994) es un futbolista neerlandés. Juega de defensa y su equipo es el Al-Jazira S. C. de la UAE Pro League.
Su hermano Omar es también futbolista.

## Trayectoria

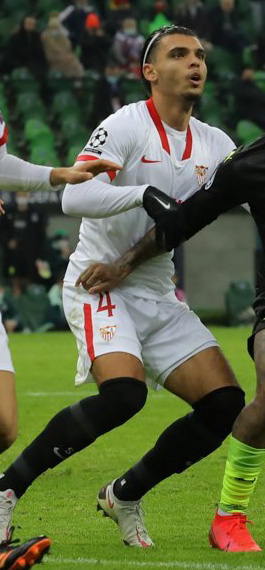
Rekik en un partido con el Sevilla FC contra el FC Krasnodar de 2020

### Manchester City
Formado desde los ocho años en la cantera del Feyenoord se fue al conjunto inglés del Manchester City para integrar en la sub-18 en la temporada en el verano de 2011, e hizo debut con el primer equipo en la SuperCopa de Dublín en la pretemporada. Hizo su debut oficial en el primer equipo el 21 de septiembre de 2011 contra el Birmingham City por la tercera ronda de la Copa de la Liga, ingresando como suplente en los últimos 12 minutos de juego. También hizo otra aparición en la cuarta ronda de la misma competición ante el Wolverhampton Wanderers.

### Portsmouth
El 22 de marzo de 2012, último mes de competición, se confirmó su cesión al Portsmouth FC hasta final de esa temporada. Hizo su debut el 27 de marzo en la victoria por 2-0 frente al Hull City. Este partido también fue el primero de Rekik en la Championship de Inglaterra.
Se convirtió en un titular habitual en las formaciones del equipo azul, mientras el club peleaba el descenso. Pero a fin de temporada todo el esfuerzo no valió de nada y el equipo perdió la categoría. Jugó un total de ocho partidos.

### Blackburn Rovers
En la temporada 2012/13 comenzó jugando en el filial del City e incluso debutó con el primer equipo. Aun así el 15 de febrero de 2013 se confirmó una nueva cesión esta vez al Blackburn Rovers hasta el final de esa temporada. Hizo su debut el 19 de febrero en la derrota por 2-0 frente al Hull City por la Championship de Inglaterra.

### PSV Eindhoven
El 8 de julio de 2013 se confirmó una tercera cesión consecutiva, esta vez al fútbol neerlandés a manos del PSV de dos temporadas. Hizo su debut el 30 de julio en un encuentro válido por la tercera ronda de la Champions League en la victoria por 2-0 ante el SV Zulte Waregem de Bélgica.
Su debut en la Eredivisie se produjo el 3 de agosto en la victoria por 3-2 frente al ADO Den Haag. Con el paso de la temporada se convirtió en un titular fijo llegando a jugar cerca de 30 encuentros en todas las competiciones.
Su primer gol oficial se produce el 7 de diciembre en la dolorosa derrota 2-6 a manos del SBV Vitesse, corría el minuto 84 cuando Rekik solo en el área cabecea un gran centro desde la derecha para poner en ese instante el 2-3 en el marcador.
Jugó un total de 69 partidos y anotó 2 goles.

### Olympique
A inicios de julio de 2015 ficha por el Olympique de Marsella. La etiqueta de futbolista prometedor y que las dos temporadas en las que estuvo en el conjunto galo fueron complicadas, no le ayudaron mucho. En esas dos temporadas jugó un total de 48 partidos y marcó un gol.

### Hertha Berlín
En la temporada 2017-18 ficha por el club alemán del Hertha Berlín un contrato «a largo plazo» por 2,2 millones de euros En total llegó a jugar 73 partidos y a marcar cinco goles.

### Sevilla F. C.
El 5 de octubre de 2020 fichó por el Sevilla F. C. hasta 2025. Permaneció tres temporadas en las que disputó 70 partidos y anotó un gol. En la última de ellas ayudó al equipo a ganar la Liga Europa de la UEFA y en julio de 2023 fue traspasado al Al-Jazira S. C.

## Selección nacional
Hizo su debut oficial el 6 de marzo de 2014 con los Países Bajos en un partido amistoso frente a Francia con derrota por 2-0 para la "Orange".
En mayo de 2014 fue incluido por el técnico Louis van Gaal en la lista provisional de 30 jugadores para la Copa Mundial de Fútbol de 2014.

## Estadísticas

### Clubes
Actualizado al último partido disputado el 2 de junio de 2024.
| Club | Div.          | Temporada     | Liga  | Liga  | Copas nacionales(1) | Copas nacionales(1) | Copas internacionales(2) | Copas internacionales(2) | Total | Total |
| Club | Div.          | Temporada     | Part. | Goles | Part.               | Goles               | Part.                    | Goles                    | Part. | Goles |
| --- | ------------- | ------------- | ----- | ----- | ------------------- | ------------------- | ------------------------ | ------------------------ | ----- | ----- |
| Manchester City F. C. Inglaterra | 1.ª           | 2011-12       | 0     | 0     | 2                   | 0                   | 0                        | 0                        | 2     | 0     |
| Manchester City F. C. Inglaterra | 1.ª           | 2012-13       | 1     | 0     | 0                   | 0                   | 0                        | 0                        | 1     | 0     |
| Manchester City F. C. Inglaterra | Total club    | Total club    | 1     | 0     | 2                   | 0                   | 0                        | 0                        | 3     | 0     |
| Portsmouth F. C. Inglaterra | 2.ª           | 2011-12       | 8     | 0     | —                   | —                   | —                        | —                        | 8     | 0     |
| Portsmouth F. C. Inglaterra | Total club    | Total club    | 8     | 0     | 0                   | 0                   | 0                        | 0                        | 8     | 0     |
| Blackburn Rovers F. C. Inglaterra | 2.ª           | 2012-13       | 5     | 0     | 0                   | 0                   | —                        | —                        | 5     | 0     |
| Blackburn Rovers F. C. Inglaterra | Total club    | Total club    | 5     | 0     | 0                   | 0                   | 0                        | 0                        | 5     | 0     |
| PSV Eindhoven · Países Bajos | 1.ª           | 2013-14       | 25    | 1     | 0                   | 0                   | 6                        | 0                        | 31    | 1     |
| PSV Eindhoven · Países Bajos | 1.ª           | 2014-15       | 29    | 1     | 1                   | 0                   | 8                        | 0                        | 38    | 1     |
| PSV Eindhoven · Países Bajos | Total club    | Total club    | 54    | 2     | 1                   | 0                   | 14                       | 0                        | 69    | 2     |
| Olympique de Marsella Francia | 1.ª           | 2015-16       | 24    | 1     | 7                   | 0                   | 5                        | 0                        | 36    | 1     |
| Olympique de Marsella Francia | 1.ª           | 2016-17       | 10    | 0     | 2                   | 0                   | —                        | —                        | 12    | 0     |
| Olympique de Marsella Francia | Total club    | Total club    | 34    | 1     | 9                   | 0                   | 5                        | 0                        | 48    | 1     |
| Hertha de Berlín · Alemania | 1.ª           | 2017-18       | 26    | 2     | 2                   | 0                   | 3                        | 0                        | 31    | 2     |
| Hertha de Berlín · Alemania | 1.ª           | 2018-19       | 24    | 0     | 3                   | 0                   | —                        | —                        | 27    | 0     |
| Hertha de Berlín · Alemania | 1.ª           | 2019-20       | 14    | 1     | 2                   | 0                   | —                        | —                        | 16    | 1     |
| Hertha de Berlín · Alemania | 1.ª           | 2020-21       | 0     | 0     | 1                   | 0                   | —                        | —                        | 1     | 0     |
| Hertha de Berlín · Alemania | Total club    | Total club    | 64    | 3     | 8                   | 0                   | 3                        | 0                        | 75    | 3     |
| Sevilla F. C. · España | 1.ª           | 2020-21       | 11    | 0     | 7                   | 0                   | 4                        | 0                        | 22    | 0     |
| Sevilla F. C. · España | 1.ª           | 2021-22       | 18    | 0     | 3                   | 0                   | 5                        | 0                        | 26    | 0     |
| Sevilla F. C. · España | 1.ª           | 2022-23       | 16    | 1     | 3                   | 0                   | 3                        | 0                        | 22    | 1     |
| Sevilla F. C. · España | Total club    | Total club    | 45    | 1     | 13                  | 0                   | 12                       | 0                        | 70    | 1     |
| Al-Jazira S. C. · EAU | 1.ª           | 2023-24       | 18    | 0     | 4                   | 0                   | 0                        | 0                        | 22    | 0     |
| Al-Jazira S. C. · EAU | Total club    | Total club    | 18    | 0     | 4                   | 0                   | 0                        | 0                        | 22    | 0     |
| Total carrera | Total carrera | Total carrera | 219   | 7     | 37                  | 0                   | 34                       | 0                        | 300   | 7     |
| (1) Incluye datos de la Copa de la Liga de Inglaterra, la Copa de los Países Bajos, la Copa de Francia, la Copa de la Liga de Francia, la Copa de Alemania, la Copa del Rey, la Copa Presidente de Emiratos Árabes Unidos y la Copa de Liga de los Emiratos Árabes Unidos. (2) Incluye datos de la Liga Europa de la UEFA y la Liga de Campeones de la UEFA. |               |               |       |       |                     |                     |                          |                          |       |       |

## Palmarés

### Títulos nacionales
| Título         | Club                  | País         | Año  |
| -------------- | --------------------- | ------------ | ---- |
| Premier League | Manchester City F. C. | Inglaterra   | 2012 |
| Eredivisie     | PSV Eindhoven         | Países Bajos | 2015 |

### Títulos internacionales
| Título                 | Club                | Sede     | Año  |
| ---------------------- | ------------------- | -------- | ---- |
| Eurocopa Sub-17        | Países Bajos sub-17 | Serbia   | 2011 |
| Liga Europa de la UEFA | Sevilla F. C.       | Budapest | 2023 |